# バーニーズ・ニューヨーク
バーニーズ・ニューヨーク (Barneys New York) は、米国の高級百貨店チェーン。
ニューヨーク・マンハッタンの本店を始め、ビバリーヒルズ、シカゴ、ボストンなど、各地に大型店舗を持つ。また、比較的カジュアルな品揃えの小規模店舗も展開されている。
競合する高級百貨店チェーンとして、サックス・フィフス・アベニュー、ニーマン・マーカスなどがある。

## 歴史

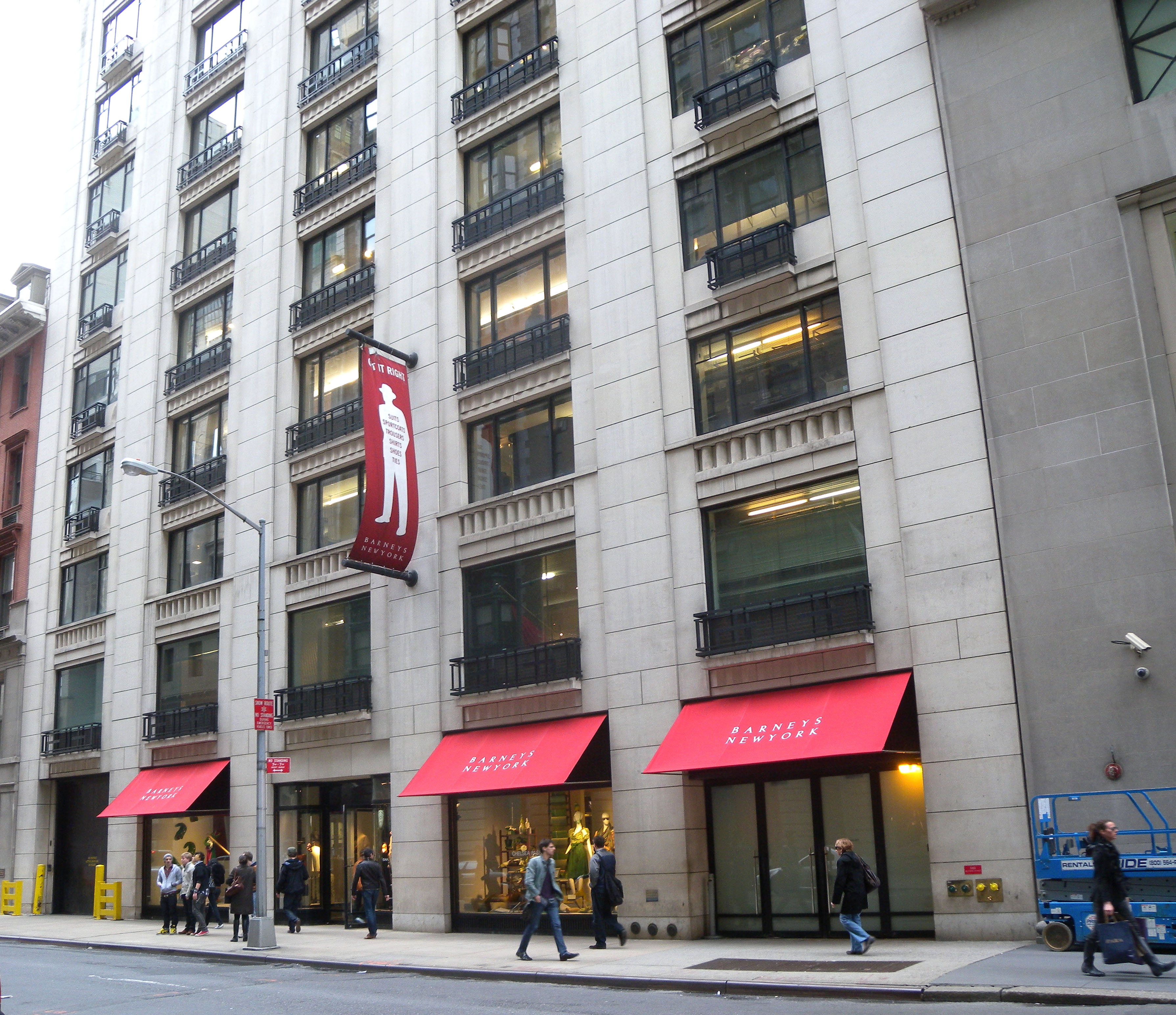
ニューヨークにあるフラッグシップ・ストア（60th）

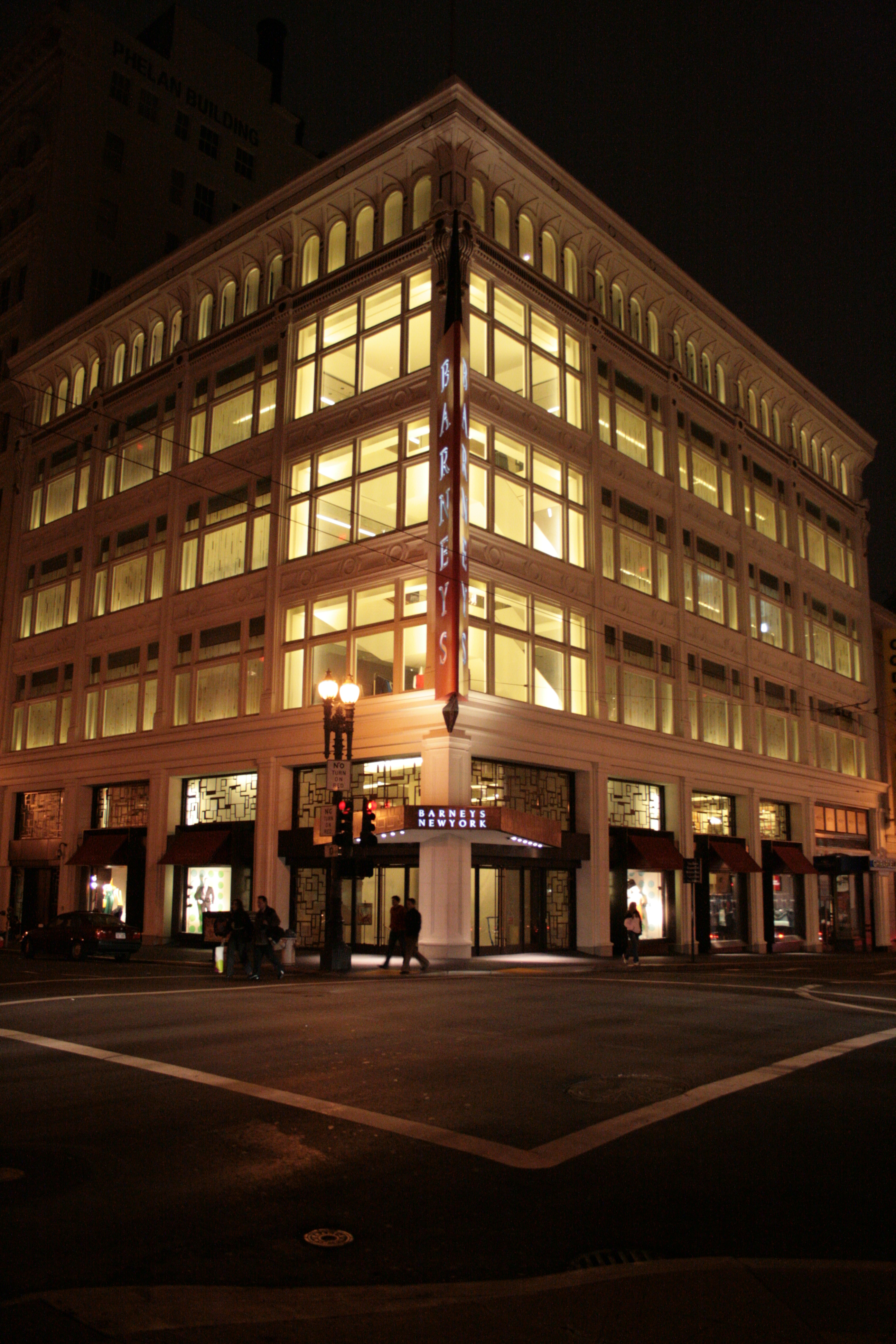
サンフランシスコ店（ユニオンスクエア）

創業者・バーニー・プレスマンが1923年、マンハッタン17丁目（17th Street）に最初の店舗を開業する際には、妻の結婚指輪を質入れして資金を工面したとの逸話がある。同店は、男性用スーツの安売り店であった。
バーニーの息子であるフレッドのもと、ヨーロッパの無名デザイナーを発掘し、富裕層を顧客とする商法が成功した。1980年代には、日本の伊勢丹と提携し、多店舗展開を行った。1993年には、現在まで旗艦店となっているマンハッタン、マディソン街の店舗を開業している。
1996年に連邦倒産法第11章 (Chapter 11)の適用を受けて倒産。このとき、アメリカ国内外の複数店舗を閉店・売却している。2004年、米ジョーンズ・アパレル（Jones Apparel）グループが約4億ドルで買収。その後、2007年8月8日、ドバイ政府所有の投資会社・イスティスマール（Istithmar）に9億4230万ドルで売却することで合意した。
この際には、日本のファーストリテイリングも買収に乗り出し、買収価格が競りあがった。
2019年8月6日、連邦倒産法第11章を申請。店舗の入居先の賃料が上昇したことが引き金となった。ニューヨーク中心部マディソン・アベニューの店舗と他の主力4店舗は営業を続けるが、シカゴ、シアトル、ラスベガスなどの店舗は閉鎖する。すでに分離されている日本の店舗には影響はない。
2020年2月23日までには、残る全ての店舗が閉店し、97年の歴史に幕を下ろした。今後は同社のブランドを買収したAuthentic Brands Groupが別の高級百貨店内でバーニーズブランドを展開することを検討している。

## 日本におけるバーニーズ・ニューヨーク

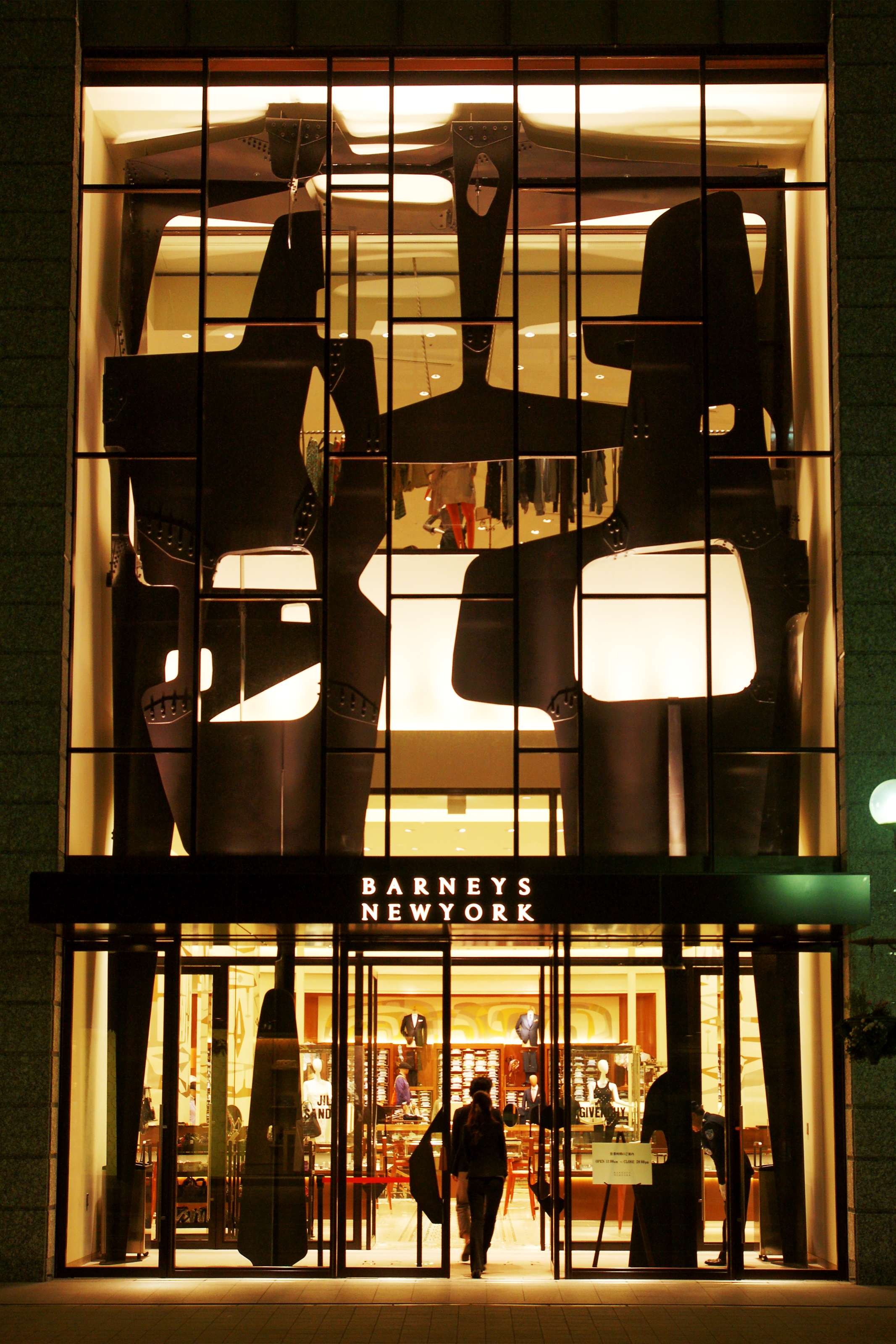
神戸店（元町旧居留地）

日本では、1989年に伊勢丹がマスターライセンス（ブランドの包括的・独占的使用権）を取得して、100％出資子会社として株式会社バーニーズジャパンを設立。1990年、東京・新宿に一号店を開店した。
以後、同社による経営で、横浜（1993年開業）と銀座（2004年開業）にも店舗を展開していたが、2006年に伊勢丹がコア事業に集中するために同社の株式を住友商事と東京海上キャピタル系ファンドに譲渡した。そうした経緯もあり、米国バーニーズと、日本におけるバーニーズ・ニューヨーク各店との間に直接的な資本関係はない。
また、2010年3月に再オープンしたオリエンタルホテルに国内4店舗目となる神戸店を、2011年9月には福岡・天神に出店した。
2013年12月には、東京海上キャピタル系ファンドが所有するバーニーズジャパン株式を、セブン&アイ・ホールディングスが取得すると発表した。2015年には住友商事の所有していた株式も取得して完全子会社化している。
2021年1月、新宿店を同年2月に閉店する方針が決まったことが報道された。
2023年4月、セブン&アイ・ホールディングスはバーニーズジャパンの全株式をラオックスホールディングスに売却することを発表。同年5月に譲渡手続きが完了した。

## オンラインストア
米国バーニーズではWEB上の通販サイトを展開しているが、2009年11月19日より日本でも公式オンラインストアがオープンした。